# Lijst van hopvariëteiten

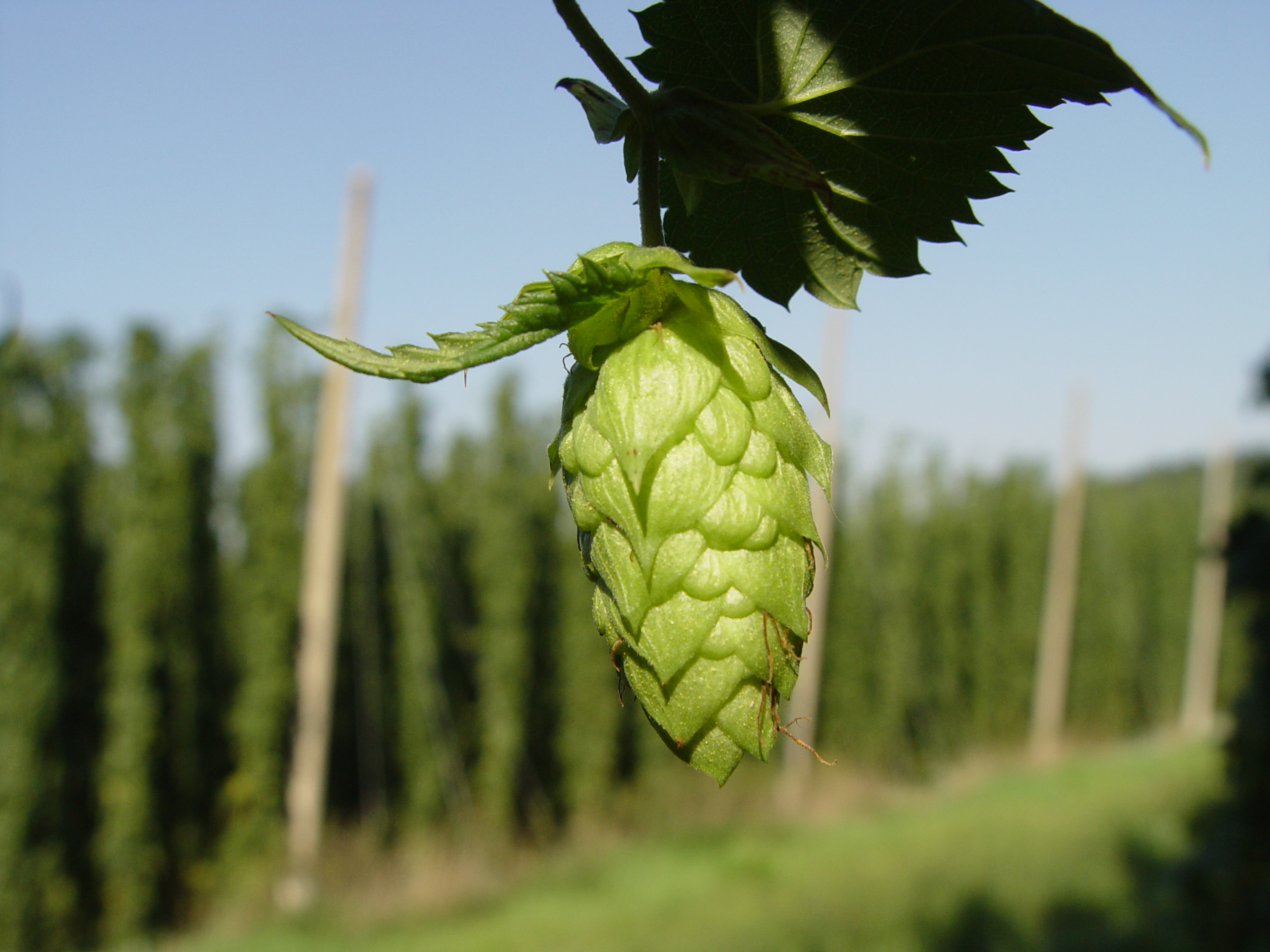
hopbel

Dit is een lijst van hopvariëteiten, gesorteerd per land.

## Geschiedenis
Een van de oudste vermeldingen over de hopteelt is te vinden in een testament van Pepijn III, de vader van Karel de Grote, die een hoptuin naliet. De oudste variëteiten die gekweekt werden waren vormen die wild in de natuur voorkwamen en door stekken vermenigvuldigd werden. Ze waren vaak genoemd naar het gebied waar ze gevonden waren of naar de persoon door wie ze gevonden werden, zoals Herbrücker, Saaz, Golding. De hop werd als cultuurgewas rond 1510 door Vlaamse (Nederlandse) boeren naar Kent in Engeland overgebracht. Voordien werd de hop in Engeland geïmporteerd vanuit Duitsland, Frankrijk en de Lage Landen, en moest er importbelasting op betaald worden.
Vanaf 1906 nam het kweken van nieuwe hopvariëteiten een hoge vlucht aan het Wye College, in Kent (Engeland), een hogere landbouwschool, opgericht in 1894 als "zuidoostelijke agrarische school" en onderdeel van de universiteit van Londen. Dit gebeurde onder leiding van professor E.F. Salmon. Hij was de eerste die in 1919 de nieuwe variëteiten Brewers Gold en Bullion ging kweken en bracht in 1934 Northern Brewer op de markt, speciaal gekweekt voor brouwerij Scottish & Newcastle, waaraan het zijn naam ontleende. In de jaren zeventig was Wye College het enige hoponderzoeksinstituut dat, onder leiding van Dr. Ray Neve, hoge alfazuurvariëteiten op de markt bracht, zoals Target, Yeoman, Saxon, Northdown en Challenger, waarvoor ze dan het toevoegsel Wye zetten. Wye College was in de jaren tachtig ook het eerste hoponderzoeksinstituut ter wereld dat begon met het kweken van dwerghopvariëteiten, die economischer zijn om te telen. Ook zijn zij het geweest die voor Zuid-Afrikaanse hopboeren en brouwerijen hopvariëteiten gekweekt hebben die konden groeien met minder dan 12 uur dag licht per dag waardoor de hopindustrie geen gebruik hoefde te maken van kunstmatig licht.
Ook in andere landen bestonden hopkweekinstituten, zoals in Duitsland (Hüll), Tsjechië (Žatec), België (Poperinge en Asse, later Liedekerke), Frankrijk, Polen, Slovenië en de Verenigde Staten, maar het meeste baanbrekende werk werd verricht in het Wye College. Dit instituut werd in 2009 gesloten, maar het werk wordt voortgezet in onder andere Amerika, waar zowel private als nationale kweekstations zich met de verdere ontwikkeling van de dwerghoppen bezighouden.

## Lijst van hopvariëteiten
Er bestonden anno 2021 meer dan 250 variëteiten.
De verschillende variëteiten kunnen worden ondergebracht in drie categorieën:
- Aromahop – bij het bierbrouwen voornamelijk gebruikt vanwege zijn aromatische eigenschappen.
- Bitterhop – bij het bierbrouwen voornamelijk gebruik voor zijn bittereigenschappen. Deze variëteiten hebben een hoog gehalte aan alfazuren.
- Dubbeldoelhop – bij het bierbrouwen gebruikt voor zowel zijn aromatische als zijn bittereigenschappen.

## Europa

### België
Volgende (oude) Belgische rassen worden nauwelijks of niet meer geteeld.
- Witte ranke, de vroegst gekende soort, was heel gevoelig voor de witziekte. Tot het einde van de negentiende eeuw was dit de belangrijkste variëteit.
- Groene Belle, uit de regio Aalst-Asse.
- Coigneau, ontwikkeld op de hopvelden van Franciscus Coigneau in Teralfene, een deelgemeente van Affligem.
- Buvrinnes, genaamd naar het dorp Buvrinnes in Henegouwen.
- Star, gekweekt door Roger Top uit Proven uit een Saazstam. Deze soort had weinig weerstand tegen ziektes.
- Record, met kleine vaste bellen en een fruitig aroma.
- Loeren, een hopvariëteit voornamelijk in  Erembodegem geteeld.

### Verenigd Koninkrijk
| Naam                       | Gebruik       | Alfazuur % | Bètazuur % |
| -------------------------- | ------------- | ---------- | ---------- |
| Admiral                    | bitterhop     | 13,5-16,2  | 4,8-6      |
| Boadicea                   | dubbeldoelhop | 9-11       | 3,6        |
| Bramling Cross             | aromahop      | 5-7,8      | 2,3-3,2    |
| Brewer's Gold              | bitterhop     | 6-9        | 3,1        |
| Bullion                    | bitterhop     | 6-9        | 5-6        |
| Challenger                 | dubbeldoelhop | 6-9        | 3,2-4,2    |
| First Gold                 | dubbeldoelhop | 7-11       | 3-4,1      |
| Fuggle                     | aromahop      | 3-6        | 2-3        |
| Goldings                   | aromahop      | 4-8        | 2-2,8      |
| Herald                     | dubbeldoelhop | 11,9-12,8  | 4,8-5,5    |
| Northdown                  | bitterhop     | 6-10       | 4,4-6,2    |
| Northern Brewer            | bitterhop     | 7-11       | 8-10       |
| Phoenix                    | bitterhop     | 10-12      | 4,2-5,5    |
| Pilgrim                    | bitterhop     | 10-12      | 4,3-5      |
| Pilot                      | bitterhop     | 8-12       | ?          |
| Pioneer                    | bitterhop     | 9-12       | 3,5-4      |
| Progress                   | aromahop      | 4-8        | 1,8-2,7    |
| Target                     | bitterhop     | 8-13       | 4,5-5,7    |
| Yeoman                     | bitterhop     | 8-14       | 4-5        |
| Whitbreads Golding Variety | aroma         | 4-8        | 2-2,7      |

Volgende oude hopvariëteiten worden nauwelijks of niet meer geteeld:
- Amos's Early Bird, heel nauw verwant met Bramling en ontdekt in 1887 door Alfred Amos, Spring Grove, Wye, Kent.
- Bates's Brewer, geselecteerd rond 1879-1880 door Mr.Bates, Brenchley in een hoptuin in het Sevenoaks Weald district.
- Bennett's Early Seedling, de originele plant groeide van zaad, gezaaid in 1880 door H. Bennett van Borough Green, bij Sevenoaks.
- Bramling, gekweekt op Murggrave Hilton's farm te Bramling, nabij Canterbury. Rond 1865 werd deze soort veel aangeplant. Deze soort was ook gekend onder de naam Early Bramling Hop.
- Bus's Hop, B.Buss uit Elphicks, Horsmonden in Kent, verkreeg deze soort rond 1869. Deze soort werd ook wel Buss's Late Golding genoemd.
- Canterbury Whitebin, oude variëteit, geteeld in Canterbury, Kent.
- Cobb's Hop, een Whitebinevariëteit geïntroduceerd rond 1881 door John Cobb van Shelwich, bij Faversham.
- Colgate's Hop, deze soort werd geïntroduceerd rond 1805 door David Colgate van Chevening, Kent.
- Cooper's White, een Worcestershirevariëteit, sterk gelijkend op de Mathon en Canterbury Whitebin hop maar iets minder smaak.
- Farnham Whitebin, bijna identiek aan de voorgaande, maar geteeld in Farnham, Surrey.
- Henham's Jones's Hop, in sommige districten kreeg Meopham deze naam, maar deze soort is beter van kwaliteit, weinig lupuline maar goede smaak. De soort werd gekweekt door Iden Henham van East Peckham, Kent.
- Hob's Early, met bijna identieke karakteristieken als Profilic.
- Mathon Whitebin, bijna identiek aan de voorgaande, geteeld in Mathon, Worcestershire.
- Mayfield Grape, geteeld in Worcester en Hereford.
- Meopham, matige kwaliteit, weinig lupuline en smaak.
- Old Jones's Hop, goede kleur en smaak en redelijk hoog lupulinegehalte. Deze soort werd reeds in 1798 geteeld.
- Profilic, matige kwaliteit, gekweekt in 1852 van Old Jones' Hop door Thomas Guest van de Ohill Mill Farm in Brenchley, Kent.
- Rodmersham of Mercer's Hop, geselecteerd door Robert Mercer van Rodersham House, Sittingbourne, Kent 1880.
- The Grape Hop, deze term werd gebruikt voor een reeks late variëteiten van goede kwaliteit.
- The White's Early, op de markt gebracht rond 1852 door George White van Grove House, Hunton, bij Maidstone.
- Wildings, deze hopvariëteit kwam in verschillende districten voor en is identiek aan de voorgaande.

### Duitsland
| Naam                  | Gebruik       | Alfazuur % | Bètazuur % |
| --------------------- | ------------- | ---------- | ---------- |
| Ariana                | dubbeldoelhop | 10-13      | 4,5-6      |
| Callista              | aromahop      | 2-5        | 5-10       |
| Hallertau Hersbrucker | aromahop      | 2-5,5      | 4-5,5      |
| Hallertau Mittelfrüh  | aromahop      | 4-6        | 3-5        |
| Hallertauer Magnum    | bitterhop     | 12-14      | 4,5-5,5    |
| Hallertauer Taurus    | bitterhop     | 12,3-17,9  | 4-6        |
| Herkules              | bitterhop     | 14-17      | 4-5,5      |
| Merkur                | bitterhop     | 12-16,2    | 5-7,3      |
| Opal                  | aromahop      | 4-8        | 3,5-5,5    |
| Perle                 | aromahop      | 5-9        | 3,5-5,5    |
| Saphir                | aromahop      | 3-6        | 6,5        |
| Spalt Select          | aromahop      | 3,5-5,5    | 3-4,5      |
| Smaragd               | aromahop      | 4-6        | 3,5-5,5    |
| Tettnang              | aromahop      | 3-6        | 4,4        |
| Tradition             | aromahop      | 4-7        | 4-5        |

### Tsjechië
| Naam     | Gebruik       | Alfazuur % | Bètazuur % |
| -------- | ------------- | ---------- | ---------- |
| Agnus    | bitterhop     | 9-12       | 4-6,5      |
| Bohemie  |               | 5-8        | 6-9        |
| Bor      | dubbeldoelhop | 6-9        | 3-5,5      |
| Harmonie | aromahop      | 5-8        | 5-8        |
| Kazbek   |               | 5-8        | 4-6        |
| Premiant | dubbeldoelhop | 7-9        | 3-6        |
| Rubin    | bitterhop     | 10-14      | 4-6        |
| Sládek   | aromahop      | 4,5-6,5    | 4-6,5      |
| Saaz     | aromahop      | 2-5        | 3-4,5      |
| Vital    | bitterhop     | 12-16      | 6-10       |

### Slovenië
| Naam                      | Gebruik       | Alfazuur % | Bètazuur % |
| ------------------------- | ------------- | ---------- | ---------- |
| Ahil                      | bitterhop     | 10-12      | 4-5        |
| Apolon                    | bitterhop     | 10-12      | 4          |
| Atlas                     | bitterhop     | 5-9        | 3,2-4,1    |
| Aurora                    | aromahop      | 5,5-9,5    | 3,2-5,5    |
| Blisk                     | dubbeldoelhop | 9,7-14,1   | 3,3-4,8    |
| Bobek (Styrian Golding B) | aromahop      | 3,5-7,8    | 4-6,1      |
| Buket                     | aromahop      | 8,7-13,5   | 4,2-6,3    |
| Cekin                     | aromahop      | 6-8        | 2-3        |
| Celeia                    | aromahop      | 5-6        | 3-4        |
| Cerera                    | aromahop      | 5-6        | 3-4        |
| Cicero                    | dubbeldoelhop | 6-7        | 2,5        |
| Dunav                     | aromahop      | 5,1-9,6    | 2,8-4,6    |
| Extra Styrian Dana        | dubbeldoelhop | 11-16      | 4,8-6      |
| Styrian Golding           | aromahop      | 3-6        | 2,5-3,5    |

### Andere Europese landen
| Naam                 | Land      | Gebruik       | Alfazuur % | Bètazuur % |
| -------------------- | --------- | ------------- | ---------- | ---------- |
| Aramis               | Frankrijk | aromahop      | 7-8,5      | 3,8-4,5    |
| Elsasser             | Frankrijk | aromahop      | ca.3-5     | ca.3-5     |
| Junga                | Polen     | bitterhop     | 10-13      | 5-8        |
| Lubelski             | Polen     | aromahop      | 3-5        | 2,5-3,5    |
| Marynka              | Polen     | bitterhop     | 8-12       | 10,2-13    |
| Precoce de Bourgogne | Frankrijk | aromahop      | 3,1-3,7    | 2,6-3,5    |
| Strisselspalt        | Frankrijk | aromahop      | 2-5        | 3-5,5      |
| Sybilla              | Polen     | dubbeldoelhop | 6-8        | 4-7        |
| Tardif de Bourgogne  | Frankrijk | aromahop      | 3,1-5,5    | 4,5        |

## Verenigde Staten
| Naam              | Gebruik       | Alfazuur % | Bètazuur % |
| ----------------- | ------------- | ---------- | ---------- |
| Ahtanum           | aromahop      | 5,7-6,3    | 5-6,5      |
| Amarillo          | aromahop      | 8-11       | 6-7        |
| Apollo            | bitterhop     | 15-19      | 5,5-8      |
| Aquila            | aromahop      | 6,7-8,9    | 4,1-4,9    |
| Azacca            | aromahop      | 14-16%     | 4,0-5,5    |
| Banner            | dubbeldoelhop | 8,4-13     | 5,3-8      |
| Bravo             | bitterhop     | 12-14      | 3-5        |
| Calypso           | dubbeldoelhop | 12-14      | 5-6        |
| Cascade           | aromahop      | 6-8        | 5-5,5      |
| Cashmere          | dubbeldoelhop | 7,7-9,1    | 3,3-7,1    |
| Centennial        | dubbeldoelhop | 7-12       | 3,5-4,5    |
| Chelan            | bitterhop     | 12-14,5    | 8,5-9,8    |
| Chinook           | dubbeldoelhop | 8-13       | 3-4        |
| Citra             | aromahop      | 9-11       | 3,5-4,5    |
| Cluster           | dubbeldoelhop | 6-9        | 4,5-5,5    |
| Columbus          | bitterhop     | 13-18      | 4,5-5,5    |
| Comet             | bitterhop     | 9,5        | 4          |
| Crystal           | aromahop      | 3,5-5,5    | 4,5-6,5    |
| Delta             | aromahop      | 5,5-7      | 5,5-7      |
| El Dorado         | dubbeldoelhop | 14-16      | 7-8        |
| Equinox           | aromahop      | 14,4-15,6  | 3-5,3      |
| Eroica            | bitterhop     | 12-15      | 4,6-5,1    |
| Galena            | bitterhop     | 10-14      | 7-9        |
| Glacier           | aromahop      | 4-7        | 8,2        |
| Greenburg         | aromahop      | 5,2        | 7,2        |
| Horizon           | bitterhop     | 10-17      | 6,5-8,5    |
| Idaho 7           | Aromahop      | 13-15      | 4-5        |
| Liberty           | aromahop      | 3-6        | 3-4        |
| Millennium        | bitterhop     | 15,5       | 4,8        |
| Mosaic            | dubbeldoelhop | 11,5-13,5  | 3,2-3,9    |
| Mount Hood        | aromahop      | 3-6        | 5-7,5      |
| Mount Rainier     | aromahop      | 6,1        | 5,7        |
| Newport           | bitterhop     | 13,5-17    | 7,2-9,1    |
| Nugget            | bitterhop     | 10-14      | 4-6        |
| Palisade          | aromahop      | 5,5-9,5    | 6-8        |
| San Juan Ruby Red | aromahop      | 7          | ?          |
| Santiam           | aromahop      | 4-7        | 6-8        |
| Satus             | bitterhop     | 12,5-14    | 8,5-9      |
| Simcoe            | dubbeldoelhop | 11-15      | 4-5        |
| Sonnet            | aromahop      | 4-6        | ?          |
| Sterling          | aromahop      | 5-9        | 4-6        |
| Summit            | bitterhop     | 13,5-15,5  | 4-6        |
| Super Galena      | bitterhop     | 13-16      | 8-10       |
| Tillicum          | bitterhop     | 12-14,5    | 9,8-10,5   |
| Tomahawk          | zie Columbus  |            |            |
| Ultra             | aromahop      | 4-5        | 3,6-4,7    |
| Vanguard          | aromahop      | 5-7        | 6-7        |
| Warrior           | dubbeldoelhop | 15-18      | 4,5-5,5    |
| Willamette        | aromahop      | 3-6        | 3-4        |
| Zeus              | zie Columbus  |            |            |

## Australië/Nieuw-Zeeland
| Naam                | Land          | Gebruik       | Alfazuur % | Bètazuur % |
| ------------------- | ------------- | ------------- | ---------- | ---------- |
| Alpharoma           | Nieuw-Zeeland | dubbeldoelhop | 5,8-10,9   | 2,6-4,8    |
| Calicross           | Nieuw-Zeeland | dubbeldoelhop | 5,8-7,9    | 4-7,8      |
| Feux-Coeur Francais | Australië     | bitterhop     | 12-16      | ?          |
| Galaxy              | Australië     | dubbeldoelhop | 13,5-14,8  | 5,8-6      |
| Green Bullet        | Nieuw-Zeeland | bitterhop     | 10-13      | 7          |
| Hallertau Aroma     | Nieuw-Zeeland | aromahop      | 7-10       | 8,5        |
| Kohatu              | Nieuw-Zeeland | aromahop      | 6,8        | ?          |
| Motueka             | Nieuw-Zeeland | aromahop      | 5-7,5      | 5-5,5      |
| Nelson Sauvin       | Nieuw-Zeeland | dubbeldoelhop | 10-13      | 6-8        |
| Pacific Gem         | Nieuw-Zeeland | bitterhop     | 11-15      | 8,2        |
| Pacific Jade        | Nieuw-Zeeland | bitterhop     | 12-14      | 7-8        |
| Pacifica            | Nieuw-Zeeland | aromahop      | 4-8        | 6          |
| Pride of Ringwood   | Australië     | bitterhop     | 9-10,5     | 5,5-6      |
| Rakau               | Nieuw-Zeeland | dubbeldoelhop | 9-11       | ?          |
| Riwaka              | Nieuw-Zeeland | aromahop      | 4,5-8      | 4-5        |
| Southern Cross      | Nieuw-Zeeland | bitterhop     | 12-14      | 5-6        |
| Stella              | Australië     | aromahop      | 14-16      | 4-4,5      |
| Sticklebract        | Nieuw-Zeeland | bitterhop     | 13-14      | 7,5-8,5    |
| Summer              | Australië     | aromahop      | 4-7        | 4,8-6,1    |
| Super Alpha         | Nieuw-Zeeland | dubbeldoelhop | 10-12      | 7-8,5      |
| Super Pride         | Australië     | bitterhop     | 13,5-15    | 6,4-6,9    |
| Topaz               | Australië     | bitterhop     | 15,5-18    | 6-7        |
| Wai-iti             | Nieuw-Zeeland | aromahop      | 3          | ?          |
| Waimea              | Nieuw-Zeeland | dubbeldoelhop | 16-19%     | 7-9%       |

## Azië
Op grond van de verspreiding van de hedendaagse genetische variatie, stellen Murakami et al. dat het geslacht Humulus waarschijnlijk in China is ontstaan. Als aanvullende aanwijzing hiervoor noemen ze dat alle drie de tegenwoordig nog onderscheiden soorten (H. lupulus L., H. japonicus Siebold & Zuccarini [syn. H. scandens (Loureiro) Merrill] en H. yunnanensis Hu) in China voorkomen en dat één ervan endemisch is.

In China wordt sinds 1921 hop geteeld. De eerste variëteit, Hadora werd geïntroduceerd vanuit Duitsland.

### China
| Naam           | Land  | Gebruik   | Alfazuur % | Bètazuur % |
| -------------- | ----- | --------- | ---------- | ---------- |
| Hadora         | China |           |            |            |
| Qingdao Da Hua | China | bitterhop | 6,5        | 3,5        |

### Japan
| Naam        | Land  | Gebruik       | Alfazuur % | Bètazuur % |
| ----------- | ----- | ------------- | ---------- | ---------- |
| Furano Ace  | Japan | aromahop      | 8          | 8          |
| Shinshuwase | Japan | aromahop      | 4,7-8,3    | 4-6,1      |
| Sorachi Ace | Japan | dubbeldoelhop | 12-16      | 6,5-7      |

## Afrika
In 1956 werd door The South African Breweries Hop Farms Ltd (sinds 2016 deel uitmakend van Anheuser-Busch InBev) begonnen met een kweekprogramma. De bedoeling was om nieuwe variëteiten te kweken aangepast aan het klimaat en de mindere uren daglicht in de regio (Outeniqua Country, George), Zuid-Afrika. In 1972 werd Southern Brewer op de markt gebracht en dit was de belangrijkste hopvariëteit die de volgende 20 jaar in Zuid-Afrika geteeld werd. Omdat er te weinig uren daglicht zijn rond de evenaar, moest men met kunstlicht werken om deze hop te kunnen telen. Pas in 1992 werden twee nieuwe varianten gekweekt, Outeniqua en Southern Promise, die konden groeien met minder daglicht.
| Naam             | Land        | Gebruik       | Alfazuur % | Bètazuur % |
| ---------------- | ----------- | ------------- | ---------- | ---------- |
| Outeniqua        | Zuid-Afrika | bitterhop     | 12-13,5    | 4,1-5,1    |
| Southern Brewer  | Zuid-Afrika | bitterhop     | 9-10,5     | 3,6-4,5    |
| Southern Promise | Zuid-Afrika | dubbeldoelhop | 9,5-11,5   | 3,6-5,4    |
| Southern Star    | Zuid-Afrika | bitterhop     | 12-14      | 4,8-5,2    |

## Cijfers hopproductie
| Land                | Hopproductie in ton (t) 2018 | Hopproductie in ha 2018 | Percentage |
| ------------------- | ---------------------------- | ----------------------- | ---------- |
| Verenigde Staten    | 49.282                       | 23.202                  | 41,7%      |
| Duitsland           | 41.794                       | 20.144                  | 35,4%      |
| Tsjechië            | 5.126                        | 5.020                   | 4,4%       |
| China               | 7.548                        | 2.302                   | 3,8%       |
| Polen               | 3.208                        | 1.662                   |            |
| Slovenië            | 3.078                        | 1.667                   |            |
| Australië           | 1.582                        | 652                     |            |
| Verenigd Koninkrijk | 1.377                        | 948                     |            |
| Spanje              | 900                          | 536                     |            |
| Frankrijk           | 864                          | 496                     |            |
| Nieuw-Zeeland       | 794                          | 531                     |            |
| Zuid-Afrika         | 754                          | 427                     |            |
|                     |                              |                         |            |
| België              | 282                          | 183                     |            |
| Wereldtotaal        | 118.105                      | 60.311                  |            |

Admiral ·
Agnus ·
Ahil ·
Ahtanum ·
Alpharoma ·
Amarillo ·
Apollo ·
Apolon ·
Aquila ·
Aramis ·
Ariana ·
Atlas ·
Aurora ·
Azacca ·
Bačka ·
Banner ·
Beata ·
Belma ·
Blisk ·
Boadicea ·
Bobek (Styrian Golding B) ·
Bor ·
Bouclier ·
Bramling Cross ·
Bravo ·
Brewer's Gold ·
Buket ·
Bullion ·
Calicross ·
Callista ·
Calypso ·
Cascade ·
Cashmere ·
Cekin ·
Celeia ·
Centennial ·
Cerera ·
Challenger ·
Chelan ·
Chinook ·
Cicero ·
Citra ·
Cluster ·
Coigneau ·
Columbus ·
Comet ·
Crystal ·
Delta ·
Dunav ·
East Kent Goldings ·
Ekuanot ·
El Dorado ·
Elsasser ·
Eroica ·
Extra Styrian Dana ·
Feux-Cœur Français ·
First Gold ·
Fuggle ·
Galaxy ·
Galena ·
Glacier ·
Goldings ·
Green Bullet ·
Greenburg ·
Groene Belle ·
Hallertau Aroma ·
Hallertau Blanc ·
Hallertau Hersbrucker ·
Hallertau Mittelfrüh ·
Hallertauer Magnum ·
Hallertauer Taurus ·
Harmonie ·
Herald ·
Herkules ·
Horizon ·
Hüll Melon ·
J-007 ·
Junga ·
Kohatu ·
Liberty ·
Loeren ·
Loral ·
Lubelski ·
Lublin ·
Mandarina Bavaria ·
Marynka ·
Merkur ·
Millennium ·
Mosaic ·
Motueka ·
Mount Hood ·
Mount Rainier ·
Nelson Sauvin ·
Neoplanta ·
Newport ·
Northdown ·
Northern Brewer ·
Nugget ·
Opal ·
Outeniqua ·
Pacifica ·
Pacific Gem ·
Pacific Jade ·
Palisade ·
Perle ·
Phoenix ·
Pilgrim ·
Pilot ·
Pioneer ·
Polaris ·
Precoce de Bourgogne ·
Premiant ·
Pride of Ringwood ·
Progress ·
Qingdao Da Hua ·
Rakau ·
Riwaka ·
Rubin ·
Saaz ·
San Juan Ruby Red ·
Santiam ·
Saphir ·
Satus ·
Savinjski Golding ·
Simcoe ·
Sládek ·
Smaragd ·
Sonnet ·
Sorachi Ace ·
Southern Brewer ·
Southern Cross ·
Southern Promise ·
Southern Star ·
Sovereign ·
Spalt Select ·
Stella ·
Sterling ·
Sticklebract ·
Strisselspalt ·
Styrian Golding ·
Summer ·
Summit ·
Super Alpha ·
Super Galena ·
Super Pride ·
Sybilla ·
Tardif de Bourgogne ·
Target ·
Tettnang ·
Tillicum ·
Tomahawk ·
Topaz ·
Tradition ·
Triskel ·
Ultra ·
Vanguard ·
Vojvodina ·
Whitbreads Golding Variety ·
Wai-iti ·
Waimea ·
Wakatu ·
Warrior ·
Willamette ·
Yeoman ·
Zeus